# Валоваям
Валоваям — река на северо-востоке полуострова Камчатка. Протекает по территории Карагинского района Камчатского края России.
Длина реки — 50 км, площадь водосборного бассейна — 428 км².
Берёт истоки с северных склонов безымянной горы высотой 557 м, в среднем течении поворачивает на восток, впадает в Карагинский залив Берингова моря.
Название в переводе с коряк. Вэллываям — «воронья река».

## Данные водного реестра
По данным государственного водного реестра России относится к Анадыро-Колымскому бассейновому округу.
Код объекта в государственном водном реестре — Код водного объекта 19060000312120000008441.